# Robinsichthys
Robinsichthys is een monotypisch geslacht van straalvinnige vissen uit de familie van grondels (Gobiidae).

## Soort
- Robinsichthys arrowsmithensis Birdsong, 1988